# Krzywa związku wodowskazów
Krzywa związku wodowskazów, jest to wykres obrazujący zależność  stanów wody dwóch sąsiednich  wodowskazów.
Zależność tę określa się dla stanów korespondujących, tzn. odpowiadających sobie na dwu wodowskazach. Przyjmuje się najczęściej stany najwyższe i najniższe z pewnego okresu. Stany korespondujące, to stany z tego samego dnia (lub dnia następnego dla stacji położonej niżej).
Występowanie dopływu między wodowskazami zniekształca wzajemną zależność, w takim przypadku ustala się związek trzech wodowskazów.
Krzywa ta służy do prognozowania stanów wody na  niższym wodowskazie i uzupełniania obserwacji.